# Deutsche Meisterschaften im Eisschnelllauf 2009

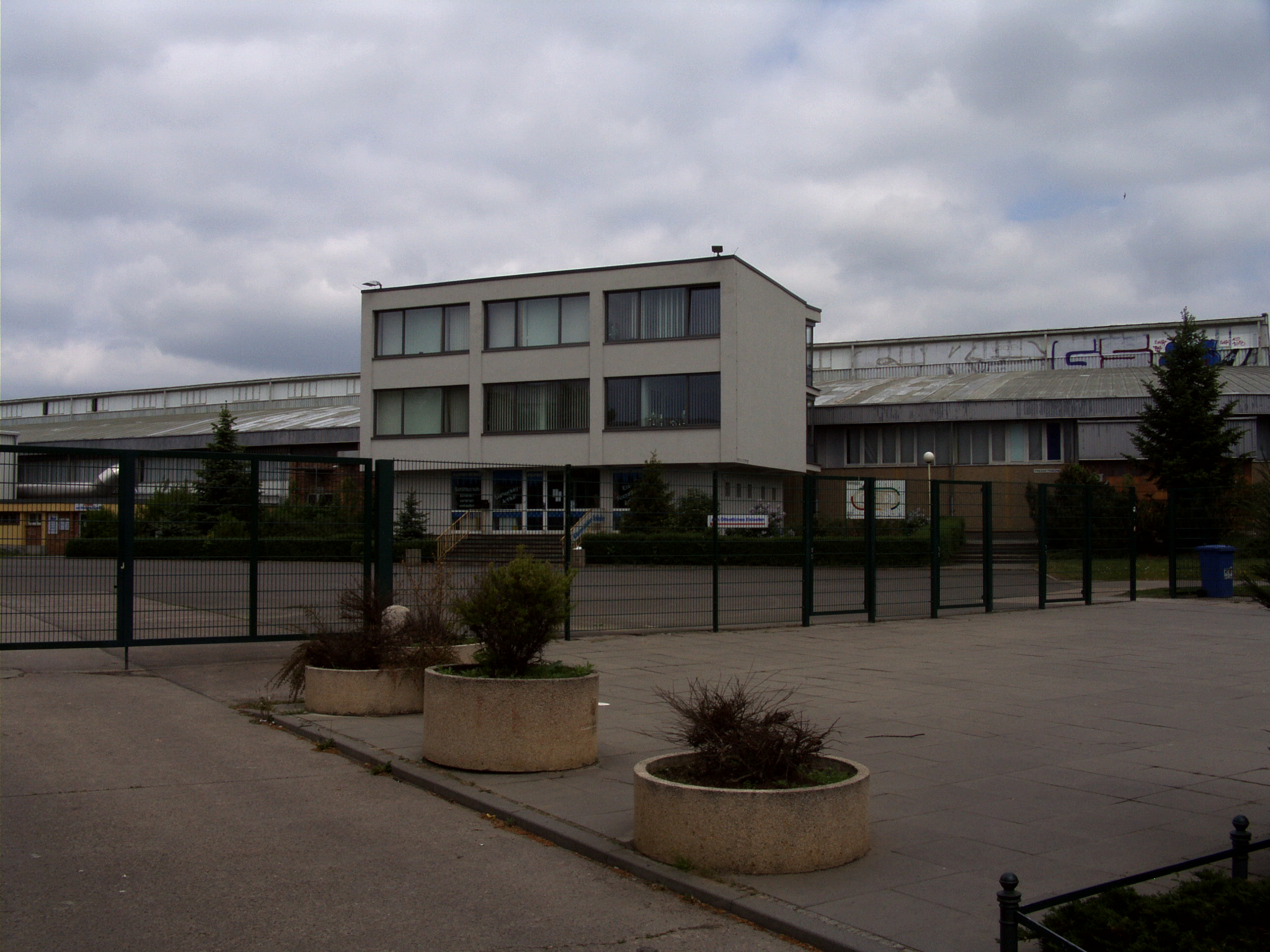
Die Eissporthalle im Sportforum Hohenschönhausen

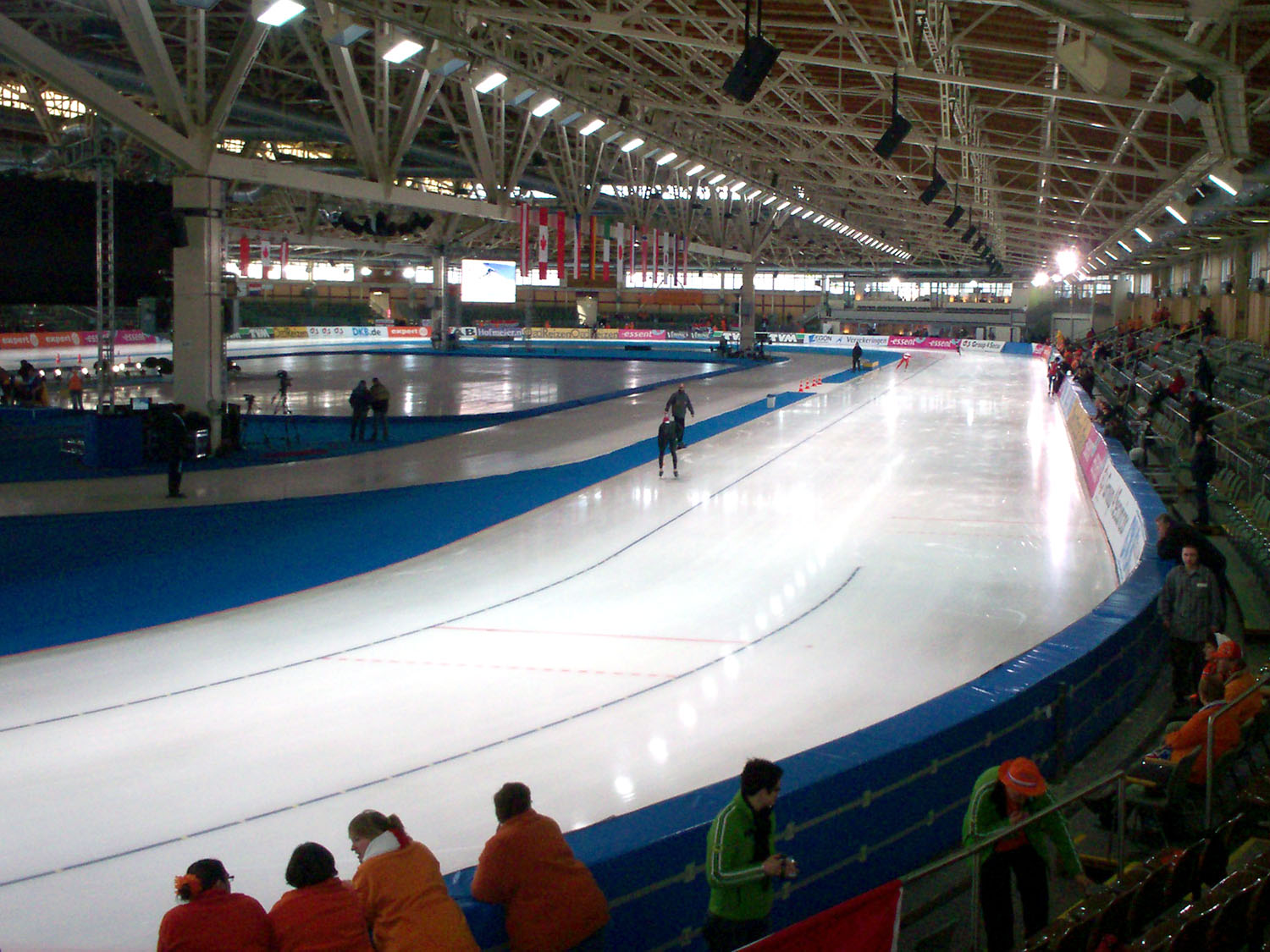

Die Deutschen Meisterschaften im Eisschnelllauf 2009 in Berlin ausgetragen. Die Einzelstreckenmeisterschaften wurden vom 31. Oktober bis 2. November 2008, die Allround-Mehrkampf-Meisterschaft wurden am 19. und 20. Dezember 2008 und die Sprint-Mehrkampf-Meisterschaft wurden am 21. und 22. Februar 2009 ausgetragen.

## Teilnehmende Vereine
- Einzelstrecken: 27 Frauen und 28 Männer aus 13 Vereinen nahmen daran teil.
- Allround-Mehrkampf: 8 Frauen und 10 Männer aus 9 Vereinen nahmen daran teil.
- Sprint-Mehrkampf: 10 Frauen und 12 Männer aus 12 Vereinen nahmen daran teil.

| Teilnehmende Vereine                                                                  | Teilnehmende Vereine                                                                   | Teilnehmende Vereine                                                              | Teilnehmende Vereine |
| ------------------------------------------------------------------------------------- | -------------------------------------------------------------------------------------- | --------------------------------------------------------------------------------- | -------------------- |
| DEC Inzell (DEC) TSV Mylau (TSM) Berliner TSC (TSC) EJ Berlin (EJB) EC Grefrath (ECG) | EC Erfurt (ECE) EC Chemnitz (ECC) SC Berlin (SCB) EV Dresden (EVD) ERC Ottobrunn (ERO) | OEC Frankfurt (OEC) Berliner SC (BSC) Chemnitzer SG (CSG) SC Charlottenburg (SCC) |                      |

## Frauen

### Sieger
- Zeigt die drei Medaillengewinnerinnen der einzelnen Meisterschaften.

| Distanz                      | Gold                               | Silber                          | Bronze                          |
| ---------------------------- | ---------------------------------- | ------------------------------- | ------------------------------- |
| 100 Meter Sprintausscheidung | Denise Roth – TSV Mylau            | Jennifer Plate – EJ Berlin      | Charleen Marhold – EJ Berlin    |
| 2 × 500 Meter                | Jenny Wolf – SC Berlin             | Pamela Zoellner – EC Erfurt     | Monique Angermüller – EJ Berlin |
| 1000 Meter                   | Daniela Anschütz-Thoms – EC Erfurt | Claudia Pechstein – EJ Berlin   | Monique Angermüller – EJ Berlin |
| 1500 Meter                   | Daniela Anschütz-Thoms – EC Erfurt | Monique Angermüller – EJ Berlin | Lucille Opitz – Berliner TSC    |
| 3000 Meter                   | Claudia Pechstein – EJ Berlin      | Stephanie Beckert – EC Erfurt   | Lucille Opitz – Berliner TSC    |
| 5000 Meter                   | Stephanie Beckert – EC Erfurt      | Bente Kraus – EJ Berlin         | −                               |
| 6. Runden Teamlauf           | −                                  | −                               | −                               |
|                              |                                    |                                 |                                 |
| Allround-Mehrkampf           | Claudia Pechstein – EJ Berlin      | Isabell Ost – SC Berlin         | Justine Zeiske – EC Erfurt      |
|                              |                                    |                                 |                                 |
| Sprint-Mehrkampf             | Anni Friesinger – DEC Inzell       | Heike Hartmann – DEC Inzell     | Denise Roth – TSV Mylau         |

### Einzelstrecken-Meisterschaften

#### 100 Meter
- Der 100-Meter-Sprint wird im Trio durchgeführt. In Vorrunden laufen die Sportler solange gegeneinander, bis drei Läufer für das Finale feststehen (B-Finale: Vorrundenplatzierung 4 bis 6). Die Zahl in Klammern gibt die Platzierung je Einzelstrecke an, fett gedruckt die jeweils Schnellste.

| Platz | Name             | Verein    | Finale 100 Meter | Halbfinale 100 Meter |
| ----- | ---------------- | --------- | ---------------- | -------------------- |
| 1     | Denise Roth      | TSV Mylau | 10,75 (1)        | 10,76                |
| 2     | Jennifer Plate   | EJ Berlin | 11,08 (2)        | 11,05                |
| 3     | Charleen Marhold | EJ Berlin | 11,42 (3)        | 11,25                |

#### 2 × 500 Meter
Das Jenny Wolf gewinnen würde war nicht überraschend, lief sie doch im ersten Lauf mit 38,07 Sekunden Meisterschaftsrekord. Ein gutes Zeichen für die bevorstehende Weltcup-Saison über 500 Meter.
- Die Zeiten beider 500-Meter-Läufe (in Sekunden) werden addiert und ergeben die Gesamtpunktzahl. Die Zahl in Klammern gibt die Platzierung je Einzelstrecke an, fett gedruckt die jeweils Schnellste.

| Platz | Name                   | Verein       | 1. Lauf 500 Meter/Pkt. | 2. Lauf 500 Meter/Pkt. | Gesamt- pkt. |
| ----- | ---------------------- | ------------ | ---------------------- | ---------------------- | ------------ |
| 1     | Jenny Wolf             | SC Berlin    | 38,07 (1)              | 38,16 (1)              | 76,23        |
| 2     | Pamela Zoellner        | EC Erfurt    | 39,20 (3)              | 38,97 (2)              | 78,17        |
| 3     | Monique Angermüller    | EJ Berlin    | 38,92 (2)              | 39,38 (3)              | 78,30        |
| 4     | Judith Hesse           | EC Erfurt    | 39,40 (4)              | 39,65 (5)              | 79,05        |
| 5     | Heike Hartmann         | DEC Inzell   | 39,70 (5)              | 39,55 (4)              | 79,25        |
| 6     | Jennifer Plate         | EJ Berlin    | 39,96 (6)              | 40,27 (6)              | 80,23        |
| 7     | Gabriele Hirschbichler | DEC Inzell   | 40,24 (7)              | 40,38 (7)              | 80,62        |
| 8     | Denise Roth            | TSV Mylau    | 40,45 (8)              | 40,66 (8)              | 81,11        |
| 9     | Katja Franzen          | EC Grefrath  | 40,66 (9)              | 40,73 (9)              | 81,39        |
| 10    | Dominique Thomas       | Berliner TSC | 41,14 (11)             | 41,14 (10)             | 82,28        |

#### 1000 Meter
Positiv aufgefallen war die Leistung der U23-Läuferinnen, die nahezu alle persönliche Bestzeit liefen. Allen voran Isabell Ost vom SC Berlin, die mit Platz 8 zur Spitze aufschließt.
| Platz | Name                   | Verein       | Zeit    |
| ----- | ---------------------- | ------------ | ------- |
| 1     | Daniela Anschütz-Thoms | EC Erfurt    | 1:17,80 |
| 2     | Claudia Pechstein      | EJ Berlin    | 1:18,17 |
| 3     | Monique Angermüller    | EJ Berlin    | 1:18,27 |
| 4     | Pamela Zoellner        | EC Erfurt    | 1:19,04 |
| 5     | Heike Hartmann         | DEC Inzell   | 1:19,86 |
| 6     | Judith Hesse           | EC Erfurt    | 1:20,32 |
| 7     | Gabriele Hirschbichler | DEC Inzell   | 1:20,55 |
| 8     | Isabell Ost            | SC Berlin    | 1:21,60 |
| 9     | Dominique Thomas       | Berliner TSC | 1:21,81 |
| 10    | Felicitas Fettke       | Berliner TSC | 1:22,23 |

#### 1500 Meter
| Platz | Name                   | Verein       | Zeit    |
| ----- | ---------------------- | ------------ | ------- |
| 1     | Daniela Anschütz-Thoms | EC Erfurt    | 1:58,84 |
| 2     | Monique Angermüller    | EJ Berlin    | 2:01,72 |
| 3     | Lucille Opitz          | Berliner TSC | 2:03,10 |
| 4     | Katrin Mattscherodt    | SC Berlin    | 2:03,57 |
| 5     | Isabell Ost            | SC Berlin    | 2:05,37 |
| 6     | Stephanie Beckert      | EC Erfurt    | 2:06,87 |
| 7     | Felicitas Fettke       | Berliner TSC | 2:07,04 |
| 8     | Jennifer Bay           | EV Dresden   | 2:08,02 |
| 9     | Nicole Beyer           | EC Erfurt    | 2:08,16 |
| 10    | Britta Herlitz         | EC Grefrath  | 2:08,26 |

#### 3000 Meter
| Platz | Name                | Verein       | Zeit    |
| ----- | ------------------- | ------------ | ------- |
| 1     | Claudia Pechstein   | EJ Berlin    | 4:08,32 |
| 2     | Stephanie Beckert   | EC Erfurt    | 4:14,64 |
| 3     | Lucille Opitz       | Berliner TSC | 4:16,79 |
| 4     | Katrin Mattscherodt | SC Berlin    | 4:21,84 |
| 5     | Alexandra Lipp      | EC Grefrath  | 4:24,23 |
| 6     | Felicitas Fettke    | Berliner TSC | 4:29,44 |
| 7     | Nicole Beyer        | EC Erfurt    | 4:29,48 |
| 8     | Isabell Ost         | SC Berlin    | 4:29,80 |
| 9     | Bente Kraus         | EJ Berlin    | 4:30,08 |
| 10    | Karolin Siebert     | EC Chemnitz  | 4:32,17 |

#### 5000 Meter
Einzig zwei Frauen gingen über die Langstrecke an den Start, eine Woche vor Weltcup-Auftakt nicht ungewöhnlich.
| Platz | Name              | Verein    | Zeit    |
| ----- | ----------------- | --------- | ------- |
| 1     | Stephanie Beckert | EC Erfurt | 7:12,73 |
| 2     | Bente Kraus       | EJ Berlin | 7:47,19 |

### Allround-Mehrkampf-Meisterschaft
Endstand Kleiner Vierkampf
Zeigt die fünf Finalteilnehmerinnen der Mehrkampf-DM über 5000 Meter. Die Zahl in Klammern gibt die Platzierung je Einzelstrecke an, fett gedruckt die jeweils Schnellste.
| Rang | Name              | Verein | 500 Meter/ Pkt. | 3000 Meter  | Pkt.  | 1500 Meter  | Pkt.  | 5000 Meter  | Pkt.  | Gesamt- pkt. |
| ---- | ----------------- | ------ | --------------- | ----------- | ----- | ----------- | ----- | ----------- | ----- | ------------ |
| 1    | Claudia Pechstein | EJB    | 39,91 (1)       | 4:08,84 (1) | 41,47 | 1:58,54 (1) | 39,51 | 7:09,77 (1) | 42,98 | 163,873      |
| 2    | Isabell Ost       | SCB    | 41,31 (3)       | 4:31,70 (2) | 45,28 | 2:03,83 (2) | 41,28 | 7:52,52 (4) | 47,25 | 175,121      |
| 3    | Justine Zeiske    | ECE    | 42,86 (8)       | 4:34,70 (3) | 45,78 | 2:07,89 (5) | 42,63 | 7:52,09 (2) | 47,21 | 178,482      |
| 4    | Britta Herlitz    | ECG    | 42,01 (6)       | 4:40,60 (5) | 46,76 | 2:08,77 (6) | 42,92 | 7:52,22 (3) | 47,22 | 178,921      |
| 5    | Felicitas Fettke  | TSC    | 41,81 (4)       | 5:10,01 (8) | 51,66 | 2:05,56 (3) | 41,85 | DQ          |       |              |

#### 500 Meter
| Platz | Name              | Verein       | Zeit/Pkt. |
| ----- | ----------------- | ------------ | --------- |
| 1     | Claudia Pechstein | EJ Berlin    | 39,91     |
| 2     | Angie Fischer     | EC Chemnitz  | 41,07     |
| 3     | Isabell Ost       | SC Berlin    | 41,31     |
| 4     | Felicitas Fettke  | Berliner TSC | 41,81     |
| 5     | Dominique Thomas  | Berliner TSC | 41,87     |
| 6     | Britta Herlitz    | EC Grefrath  | 42,01     |
| 7     | Jane Halfpap      | Berliner TSC | 42,71     |
| 8     | Justine Zeiske    | EC Erfurt    | 42,86     |

#### 3000 Meter
| Platz | Name              | Verein       | Zeit      | Punkte |
| ----- | ----------------- | ------------ | --------- | ------ |
| 1     | Claudia Pechstein | EJ Berlin    | 4:08,84   | 41,47  |
| 2     | Isabell Ost       | SC Berlin    | 4:31,70   | 45,28  |
| 3     | Justine Zeiske    | EC Erfurt    | 4:34,70   | 45,78  |
| 4     | Dominique Thomas  | Berliner TSC | 4:40,43   | 46,73  |
| 5     | Britta Herlitz    | EC Grefrath  | 4:40,60   | 46,76  |
| 6     | Angie Fischer     | EC Chemnitz  | 4:44,40   | 47,40  |
| 7     | Jane Halfpap      | Berliner TSC | 4:47,79   | 47,96  |
| 8     | Felicitas Fettke  | Berliner TSC | 5:10,01 a | 51,66  |

a Sturz

#### 1500 Meter
| Platz | Name              | Verein       | Zeit    | Punkte |
| ----- | ----------------- | ------------ | ------- | ------ |
| 1     | Claudia Pechstein | EJ Berlin    | 1:58,54 | 39,51  |
| 2     | Isabell Ost       | SC Berlin    | 2:03,83 | 41,28  |
| 3     | Felicitas Fettke  | Berliner TSC | 2:05,56 | 41,85  |
| 4     | Dominique Thomas  | Berliner TSC | 2:07,61 | 42,54  |
| 5     | Justine Zeiske    | EC Erfurt    | 2:07,89 | 42,63  |
| 6     | Britta Herlitz    | EC Grefrath  | 2:08,77 | 42,92  |
| 7     | Angie Fischer     | EC Chemnitz  | 2:09,50 | 43,17  |
| 8     | Jane Halfpap      | Berliner TSC | 2:12,56 | 44,19  |

#### 5000 Meter
| Platz | Name              | Verein       | Zeit    | Pkt.  |
| ----- | ----------------- | ------------ | ------- | ----- |
| 1     | Claudia Pechstein | EJ Berlin    | 7:09,77 | 42,98 |
| 2     | Justine Zeiske    | EC Erfurt    | 7:52,09 | 47,21 |
| 3     | Britta Herlitz    | EC Grefrath  | 7:52,22 | 47,22 |
| 4     | Isabell Ost       | SC Berlin    | 7:52,52 | 47,25 |
|       | Felicitas Fettke  | Berliner TSC | DQ      |       |

### Sprint-Mehrkampf-Meisterschaft
Endstand Sprint-Vierkampf
Zeigt die sechs erfolgreichsten Sportlerinnen der Sprint-DM. Die Zahl in Klammern gibt die Platzierung je Einzelstrecke an, fett gedruckt die jeweils Schnellste.
| Rang | Name             | Verein     | 1. Lauf 500 Meter/ Pkt. | 1. Lauf 1000 Meter | Pkt.  | 2. Lauf 500 Meter/ Pkt. | 2. Lauf 1000 Meter | Pkt.  | Gesamt- pkt. |
| ---- | ---------------- | ---------- | ----------------------- | ------------------ | ----- | ----------------------- | ------------------ | ----- | ------------ |
| 1    | Anni Friesinger  | DEC Inzell | 38,90 (1)               | 1:16,54 (1)        | 38,27 | 39,01 (1)               | 1:16,70 (1)        | 38,35 | 154,530      |
| 2    | Heike Hartmann   | DEC Inzell | 39,44 (3)               | 1:19,22 (2)        | 39,61 | 39,24 (2)               | 1:18,69 (2)        | 39,34 | 157,635      |
| 3    | Denise Roth      | TSM        | 40,50 (5)               | 1:22,79 (4)        | 41,39 | 40,45 (3)               | 1:20,99 (4)        | 40,49 | 162,840      |
| 4    | Dominique Thomas | TSC        | 41,29 (7)               | 1:21,34 (3)        | 40,67 | 41,22 (5)               | 1:20,32 (3)        | 40,16 | 165,150      |
| 5    | Jennifer Plate   | EJB        | 40,78 (6)               | 1:23,72 (5)        | 41,86 | 40,73 (4)               | 1:23,56 (5)        | 41,78 | 165,150      |
| 6    | Jane Halfpap     | TSC        | 43,02 (9)               | 1:26,22 (8)        | 43,11 | 42,99 (7)               | 1:26,54 (8)        | 43,27 | 172,390      |

#### 1. Lauf 500 Meter
| Platz | Name                | Verein       | Zeit/Pkt. |
| ----- | ------------------- | ------------ | --------- |
| 1     | Anni Friesinger     | DEC Inzell   | 38,90     |
| 2     | Monique Angermüller | EJ Berlin    | 39,39     |
| 3     | Heike Hartmann      | DEC Inzell   | 39,44     |
| 4     | Judith Hesse        | EC Erfurt    | 39,97     |
| 5     | Denise Roth         | TS Mylau     | 40,50     |
| 6     | Jennifer Plate      | EJ Berlin    | 40,78     |
| 7     | Dominique Thomas    | Berliner TSC | 41,29     |
| 8     | Britta Herlitz      | EC Grefrath  | 42,01     |
| 9     | Jane Halfpap        | Berliner TSC | 43,02     |
|       | Angie Fischer       | EC Chemnitz  | DQ        |

#### 1. Lauf 1000 Meter
| Platz | Name             | Verein       | Zeit    | Pkt.  |
| ----- | ---------------- | ------------ | ------- | ----- |
| 1     | Anni Friesinger  | DEC Inzell   | 1:16,54 | 38,27 |
| 2     | Heike Hartmann   | DEC Inzell   | 1:19,22 | 39,61 |
| 3     | Dominique Thomas | Berliner TSC | 1:21,34 | 40,67 |
| 4     | Denise Roth      | TS Mylau     | 1:22,79 | 41,39 |
| 5     | Jennifer Plate   | EJ Berlin    | 1:23,72 | 41,86 |
| 6     | Angie Fischer    | EC Chemnitz  | 1:23,95 | 41,97 |
| 7     | Britta Herlitz   | EC Grefrath  | 1:24,06 | 42,03 |
| 8     | Jane Halfpap     | Berliner TSC | 1:26,22 | 43,11 |

#### 2. Lauf 500 Meter
| Platz | Name             | Verein       | Zeit/Pkt. |
| ----- | ---------------- | ------------ | --------- |
| 1     | Anni Friesinger  | DEC Inzell   | 39,01     |
| 2     | Heike Hartmann   | DEC Inzell   | 39,24     |
| 3     | Denise Roth      | TS Mylau     | 40,45     |
| 4     | Jennifer Plate   | EJ Berlin    | 40,73     |
| 5     | Dominique Thomas | Berliner TSC | 41,22     |
| 6     | Angie Fischer    | EC Chemnitz  | 41,67     |
| 7     | Britta Herlitz   | EC Grefrath  | 42,30     |
| 8     | Jane Halfpap     | Berliner TSC | 42,99     |

#### 2. Lauf 1000 Meter
| Platz | Name             | Verein       | Zeit    | Pkt.  |
| ----- | ---------------- | ------------ | ------- | ----- |
| 1     | Anni Friesinger  | DEC Inzell   | 1:16,70 | 38,35 |
| 2     | Heike Hartmann   | DEC Inzell   | 1:18,69 | 39,34 |
| 3     | Dominique Thomas | Berliner TSC | 1:20,32 | 40,16 |
| 4     | Denise Roth      | TS Mylau     | 1:20,99 | 40,49 |
| 5     | Jennifer Plate   | EJ Berlin    | 1:23,56 | 41,78 |
| 6     | Angie Fischer    | EC Chemnitz  | 1:24,10 | 42,05 |
| 8     | Jane Halfpap     | Berliner TSC | 1:26,54 | 43,27 |
|       | Britta Herlitz   | EC Grefrath  | DQ      |       |

## Männer

### Sieger
- Zeigt die drei Medaillengewinner der einzelnen Meisterschaften

| Distanz                      | Gold                                  | Silber                           | Bronze                             |
| ---------------------------- | ------------------------------------- | -------------------------------- | ---------------------------------- |
| 100 Meter Sprintausscheidung | Matthias Schwierz – SC Charlottenburg | Denny Ihle – Chemnitzer SG       | Ingo Bos – Berliner TSC            |
| 2 × 500 Meter                | Nico Ihle – Chemnitzer SG             | Frank Steiner – EV Dresden       | Samuel Schwarz – SC Berlin         |
| 1000 Meter                   | Samuel Schwarz – SC Berlin            | Frank Steiner – EV Dresden       | Nico Ihle – Chemnitzer SG          |
| 1500 Meter                   | Tobias Schneider – Berliner SC        | Robert Lehmann – EC Erfurt       | Jörg Dallmann – EC Erfurt          |
| 5000 Meter                   | Marco Weber – EC Chemnitz             | Tobias Schneider – Berliner SC   | Moritz Geisreiter – DEC Inzell     |
| 10.000 Meter                 | Moritz Geisreiter – DEC Inzell        | Alexej Baumgärtner – EC Chemnitz | Victor Wilking – SC Charlottenburg |
| 8. Runden Teamlauf           | −                                     | −                                | −                                  |
|                              |                                       |                                  |                                    |
| Allround-Mehrkampf           | Tobias Schneider – Berliner SC        | Marco Weber – EC Chemnitz        | Alexej Baumgärtner – EC Chemnitz   |
|                              |                                       |                                  |                                    |
| Sprint-Mehrkampf             | Samuel Schwarz – SC Berlin            | Frank Steiner – EV Dresden       | Nico Ihle – Chemnitzer SG          |

### Einzelstrecken-Meisterschaften

#### 100 Meter
Matthias Schwierz komplettiert mit Gold seinen Medaillensatz über die Kurzsprint-Strecke.
Für den mehrfachen deutschen Meister und Junioren-Weltmeister im Inline-Speedskating ist dies gleichzeitig der erste Meistertitel im Eisschnelllauf.
- Der 100-Meter-Sprint wird im Trio durchgeführt. In Vorrunden laufen die Sportler solange gegeneinander, bis drei Läufer für das Finale feststehen (B-Finale: Vorrundenplatzierung 4 bis 6). Die Zahl in Klammern gibt die Platzierung je Einzelstrecke an, fett gedruckt der jeweils Schnellste.

| Platz | Name              | Verein            | Finale 100 Meter    | Halbfinale 100 Meter |
| ----- | ----------------- | ----------------- | ------------------- | -------------------- |
| 1     | Matthias Schwierz | SC Charlottenburg | 10,04 (1), A-Finale | 10,07                |
| 2     | Denny Ihle        | Chemnitzer SG     | 10,11 (2), A-Finale | 10,13                |
| 3     | Ingo Bos          | Berliner TSC      | 10,12 (3), A-Finale | 10,08                |
| 4     | Sebastian Richter | EC Erfurt         | 10,23 (1), B-Finale | 10,17                |
| 5     | Simon Moor        | Berliner TSC      | 10,25 (2), B-Finale | 10,24                |
| 6     | Patrick Wirth     | Berliner TSC      | 10,67 (3), B-Finale | 10,20                |

#### 2 × 500 Meter
Nico Ihle holte mit einem perfekten zweiten Lauf seinen ersten Meistertitel. Der Lauf ist gleichzeitig Qualifikation für den Weltcup-Auftakt in der kommenden Woche. Fünf Startplätze waren zu vergeben, Matthias Schwierz (Platz 7 nach Lauf 1) lief mit persönlicher Bestzeit die viertbeste Zeit. Er zog an Anton Hahn vorbei und sicherte sich den Weltcup-Startplatz.
- Die Zeiten beider 500-Meter-Läufe (in Sekunden) werden addiert und ergeben die Gesamtpunktzahl. Die Zahl in Klammern gibt die Platzierung je Einzelstrecke an, fett gedruckt die jeweils Schnellste.

| Platz | Name              | Verein            | 1. Lauf 500 Meter/Pkt. | 2. Lauf 500 Meter/Pkt. | Gesamt- pkt. |
| ----- | ----------------- | ----------------- | ---------------------- | ---------------------- | ------------ |
| 1     | Nico Ihle         | Chemnitzer SG     | 36,34 (2)              | 35,96 (1)              | 72,30        |
| 2     | Frank Steiner     | EV Dresden        | 36,33 (1)              | 36,28 (2)              | 72,61        |
| 3     | Samuel Schwarz    | SC Berlin         | 36,50 (4)              | 36,32 (3)              | 72,82        |
| 4     | Ingo Bos          | Berliner TSC      | 36,77 (5)              | 36,62 (5)              | 73,39        |
| 5     | Matthias Schwierz | SC Charlottenburg | 36,92 (7)              | 36,53 (4)              | 73,45        |
| 6     | Anton Hahn        | EC Erfurt         | 36,46 (3)              | 37,03 (9)              | 73,49        |
| 7     | Denny Ihle        | Chemnitzer SG     | 37,03 (8)              | 36,74 (6)              | 73,77        |
| 8     | Patrick Wirth     | Berliner TSC      | 37,10 (9)              | 37,02 (8)              | 74,12        |
| 9     | Eric Rauschenbach | EC Erfurt         | 37,39 (10)             | 36,93 (7)              | 74,32        |
| 10    | Simon Moor        | Berliner TSC      | 38,34 (12)             | 38,12 (10)             | 76,46        |

#### 1000 Meter
| Platz | Name              | Verein        | Zeit    |
| ----- | ----------------- | ------------- | ------- |
| 1     | Samuel Schwarz    | SC Berlin     | 1:11,43 |
| 2     | Frank Steiner     | EV Dresden    | 1:11,58 |
| 3     | Nico Ihle         | Chemnitzer SG | 1:12,40 |
| 4     | Eric Rauschenbach | EC Erfurt     | 1:12,63 |
| 5     | Jörg Dallmann     | EC Erfurt     | 1:12,82 |
| 6     | Robert Lehmann    | EC Erfurt     | 1:12,91 |
| 7     | Jan Friesinger    | DEC Inzell    | 1:12,96 |
| 8     | Ingo Bos          | Berliner TSC  | 1:13,33 |
| 9     | Veit Dubiel       | Berliner TSC  | 1:13,81 |
| 10    | Denny Ihle        | Chemnitzer SG | 1:14,48 |

#### 1500 Meter
| Platz | Name              | Verein       | Zeit    |
| ----- | ----------------- | ------------ | ------- |
| 1     | Tobias Schneider  | Berliner SC  | 1:50,14 |
| 2     | Robert Lehmann    | EC Erfurt    | 1:50,85 |
| 3     | Jörg Dallmann     | EC Erfurt    | 1:51,59 |
| 4     | Stefan Heythausen | EC Grefrath  | 1:51,93 |
| 5     | Marco Weber       | EC Chemnitz  | 1:52,52 |
| 6     | Patrick Beckert   | EC Erfurt    | 1:52,61 |
| 7     | Jan Friesinger    | DEC Inzell   | 1:52,91 |
| 8     | Eric Rauschenbach | EC Erfurt    | 1:53,30 |
| 9     | Florian Storch    | Berliner TSC | 1:54,28 |
| 10    | Veit Dubiel       | Berliner TSC | 1:54,33 |

#### 5000 Meter
| Platz | Name               | Verein            | Zeit    |
| ----- | ------------------ | ----------------- | ------- |
| 1     | Marco Weber        | EC Chemnitz       | 6:30,08 |
| 2     | Tobias Schneider   | Berliner SC       | 6:34,32 |
| 3     | Moritz Geisreiter  | DEC Inzell        | 6:41,34 |
| 4     | Patrick Beckert    | EC Erfurt         | 6:42,26 |
| 5     | Robert Lehmann     | EC Erfurt         | 6:42,51 |
| 6     | Alexej Baumgärtner | EC Chemnitz       | 6:49,68 |
| 7     | Veit Dubiel        | Berliner TSC      | 6:51,36 |
| 8     | Niclas Kleyling    | SC Charlottenburg | 6:56,81 |
| 9     | Victor Wilking     | SC Charlottenburg | 6:57,84 |
| 10    | Martin Wolff       | EC Erfurt         | 7:01,04 |

#### 10.000 Meter
Bei den Männern gingen mit drei Läufern ebenso wenige an den Start. Moritz Geisreiter holte sich mit persönlicher Bestzeit den Titel über die Langstrecke. Für Victor Wilking war dies der erste Lauf über die 10.000 Meter. Für den deutschen Teamzeitfahr-Meister im Inline-Speedskating ist dies die erste Medaille im Eisschnelllauf.
| Platz | Name               | Verein            | Zeit     |
| ----- | ------------------ | ----------------- | -------- |
| 1     | Moritz Geisreiter  | DEC Inzell        | 13:59,89 |
| 2     | Alexej Baumgärtner | EC Chemnitz       | 14:25,43 |
| 3     | Victor Wilking     | SC Charlottenburg | 14:31,66 |

### Allround-Mehrkampf-Meisterschaft
Endstand Großer Vierkampf
Zeigt die sechs Finalteilnehmer der Mehrkampf-DM über 10.000 Meter. Die Zahl in Klammern gibt die Platzierung je Einzelstrecke an, fett gedruckt der jeweils Schnellste.
| Rang | Name               | Verein     | 500 Meter/ Pkt. | 5000 Meter  | Pkt.  | 1500 Meter  | Pkt.  | 10.000 Meter | Pkt.  | Gesamt- pkt. |
| ---- | ------------------ | ---------- | --------------- | ----------- | ----- | ----------- | ----- | ------------ | ----- | ------------ |
| 1    | Tobias Schneider   | ESC        | 37,05 (2)       | 6:34,88 (1) | 39,48 | 1:48,65 (1) | 36,22 | 13:45,36 (2) | 41,27 | 154,022      |
| 2    | Marco Weber        | ECC        | 38,37 (6)       | 6:36,34 (2) | 39,63 | 1:52,37 (4) | 37,46 | 13:28,49 (1) | 40,42 | 155,884      |
| 3    | Alexej Baumgärtner | ECC        | 38,32 (5)       | 6:48,01 (4) | 40,80 | 1:54,41 (6) | 38,14 | 13:59,37 (4) | 41,97 | 159,225      |
| 4    | Moritz Geisreiter  | DEC Inzell | 39,66 (9)       | 7:12,96 (7) | 43,29 | 1:51,01 (7) | 38,31 | 13:51,01 (3) | 41,55 | 162,812      |
| 5    | Martin Wolff       | ECE        | 39,52 (7)       | 7:14,69 (8) | 43,46 | 1:58,70 (8) | 39,57 | 15:06,58 (5) | 45,33 | 167,884      |
| 6    | Danny Dorsch       | SCB        | 39,59 (8)       | 7:17,86 (9) | 43,78 | 1:59,04 (9) | 39,68 | 15:30,76 (6) | 46,54 | 169,594      |

#### 500 Meter
| Platz | Name               | Verein            | Zeit/Pkt. |
| ----- | ------------------ | ----------------- | --------- |
| 1     | Robert Lehmann     | EC Erfurt         | 36,76     |
| 2     | Tobias Schneider   | Berliner SC       | 37,05     |
| 3     | Jörg Dallmann      | EC Erfurt         | 37,07     |
| 4     | Veit Dubiel        | Berliner TSC      | 37,42     |
| 5     | Alexej Baumgärtner | EC Chemnitz       | 38,32     |
| 6     | Marco Weber        | EC Chemnitz       | 38,37     |
| 7     | Martin Wolff       | EC Erfurt         | 39,52     |
| 8     | Danny Dorsch       | SC Berlin         | 39,59     |
| 9     | Moritz Geisreiter  | DEC Inzell        | 39,66     |
| 10    | Victor Wilking     | SC Charlottenburg | 40,47     |

#### 5000 Meter
| Platz | Name               | Verein            | Zeit      | Pkt.  |
| ----- | ------------------ | ----------------- | --------- | ----- |
| 1     | Tobias Schneider   | Berliner SC       | 6:34,88   | 39,48 |
| 2     | Marco Weber        | EC Chemnitz       | 6:36,34   | 39,63 |
| 3     | Robert Lehmann     | EC Erfurt         | 6:37,33   | 39,73 |
| 4     | Alexej Baumgärtner | EC Chemnitz       | 6:48,01   | 40,80 |
| 5     | Jörg Dallmann      | EC Erfurt         | 6:54,10   | 41,41 |
| 6     | Veit Dubiel        | Berliner TSC      | 7:06,38   | 42,63 |
| 7     | Moritz Geisreiter  | DEC Inzell        | 7:12,96 a | 43,29 |
| 8     | Martin Wolff       | EC Erfurt         | 7:14,69   | 43,46 |
| 9     | Danny Dorsch       | SC Berlin         | 7:17,86   | 43,78 |
| 10    | Victor Wilking     | SC Charlottenburg | 7:18,98   | 43,89 |

a Sturz

#### 1500 Meter
| Platz | Name               | Verein       | Zeit    | Pkt.  |
| ----- | ------------------ | ------------ | ------- | ----- |
| 1     | Tobias Schneider   | Berliner SC  | 1:48,65 | 36,22 |
| 2     | Robert Lehmann     | EC Erfurt    | 1:49,08 | 36,36 |
| 3     | Jörg Dallmann      | EC Erfurt    | 1:50,23 | 36,74 |
| 4     | Marco Weber        | EC Chemnitz  | 1:52,37 | 37,46 |
| 5     | Veit Dubiel        | Berliner TSC | 1:53,32 | 37,77 |
| 6     | Alexej Baumgärtner | EC Chemnitz  | 1:54,41 | 38,14 |
| 7     | Moritz Geisreiter  | DEC Inzell   | 1:51,01 | 38,31 |
| 8     | Martin Wolff       | EC Erfurt    | 1:58,70 | 39,57 |
| 9     | Danny Dorsch       | SC Berlin    | 1:59,04 | 39,68 |

#### 10.000 Meter
| Platz | Name               | Verein      | Zeit     | Pkt.  |
| ----- | ------------------ | ----------- | -------- | ----- |
| 1     | Marco Weber        | EC Chemnitz | 13:28,49 | 40,42 |
| 2     | Tobias Schneider   | Berliner SC | 13:45,36 | 41,27 |
| 3     | Moritz Geisreiter  | DEC Inzell  | 13:51,01 | 41,55 |
| 4     | Alexej Baumgärtner | EC Chemnitz | 13:59,37 | 41,97 |
| 5     | Martin Wolff       | EC Erfurt   | 15:06,58 | 45,33 |
| 6     | Danny Dorsch       | SC Berlin   | 15:30,76 | 46,54 |

### Sprint-Mehrkampf-Meisterschaft
Endstand Sprint-Vierkampf
Zeigt die elf erfolgreichsten Sportler der Sprint-DM. Die Zahl in Klammern gibt die Platzierung je Einzelstrecke an, fett gedruckt die jeweils Schnellste.
| Rang | Name                    | Verein | 1. Lauf 500 Meter/ Pkt. | 1. Lauf 1000 Meter | Pkt.  | 2. Lauf 500 Meter/ Pkt. | 2. Lauf 1000 Meter | Pkt.  | Gesamt- pkt. |
| ---- | ----------------------- | ------ | ----------------------- | ------------------ | ----- | ----------------------- | ------------------ | ----- | ------------ |
| 1    | Samuel Schwarz          | SCB    | 36,05 (1)               | 1:11,33 (1)        | 35,66 | 36,28 (1)               | 1:10,52 (1)        | 35,26 | 143,255      |
| 2    | Frank Steiner           | EVD    | 36,40 (2)               | 1:12,50 (2)        | 36,25 | 36,66 (4)               | 1:10,97 (2)        | 35,48 | 144,795      |
| 3    | Nico Ihle               | CSG    | 36,43 (3)               | 1:12,58 (3)        | 36,29 | 36,35 (2)               | 1:12,00 (3)        | 36,00 | 145,070      |
| 4    | Patrick Wirth           | TSC    | 36,96 (4)               | 1:13,46 (5)        | 36,73 | 36,89 (5)               | 1:13,25 (5)        | 36,62 | 147,205      |
| 5    | Ingo Bos                | TSC    | 37,28 (7)               | 1:13,67 (6)        | 36,83 | 37,15 (6)               | 1:13,58 (7)        | 36,79 | 148,055      |
| 6    | Veit Dubiel             | TSC    | 37,13 (5)               | 1:13,89 (7)        | 36,94 | 37,32 (8)               | 1:13,50 (6)        | 36,75 | 148,145      |
| 7    | Denny Ihle              | CSG    | 37,20 (6)               | 1:15,73 (9)        | 37,86 | 37,25 (7)               | 1:14,43 (9)        | 37,21 | 149,530      |
| 8    | Daniel Zschätzsch       | OEC    | 38,51 (10)              | 1:14,75 (8)        | 37,37 | 38,56 (10)              | 1:14,33 (8)        | 37,16 | 151,610      |
| 9    | Michael Nenninger-Randl | ERO    | 39,72 (11)              | 1:19,43 (11)       | 39,71 | 39,89 (11)              | 1:18,89 (11)       | 39,44 | 158,770      |
| 10   | Sascha Wilhelm          | ECE    | 38,09 (9)               | 1:16,52 (10)       | 38,26 | 46,46 (12)              | 1:15,30 (10)       | 37,65 | 160,460      |
| 11   | Eric Rauschenbach       | ECE    | 64,68 a (12)            | 1:12,62 (4)        | 36,31 | 36,54 (3)               | 1:12,46 (4)        | 36,23 | 173,760      |

a Sturz

#### 1. Lauf 500 Meter
| Platz | Name              | Verein        | Zeit/Pkt. |
| ----- | ----------------- | ------------- | --------- |
| 1     | Samuel Schwarz    | SC Berlin     | 36,05     |
| 2     | Frank Steiner     | EV Dresden    | 36,40     |
| 3     | Nico Ihle         | Chemnitzer SG | 36,43     |
| 4     | Patrick Wirth     | Berliner TSC  | 36,96     |
| 5     | Veit Dubiel       | Berliner TSC  | 37,13     |
| 6     | Denny Ihle        | Chemnitzer SG | 37,20     |
| 7     | Ingo Bos          | Berliner TSC  | 37,28     |
| 8     | Stefan Heythausen | EC Grefrath   | 37,72     |
| 9     | Sascha Wilhelm    | EC Erfurt     | 38,09     |
| 10    | Daniel Zschätzsch | OEC Frankfurt | 38,51     |

#### 1. Lauf 1000 Meter
| Platz | Name              | Verein        | Zeit    | Pkt.  |
| ----- | ----------------- | ------------- | ------- | ----- |
| 1     | Samuel Schwarz    | SC Berlin     | 1:11,33 | 35,66 |
| 2     | Frank Steiner     | EV Dresden    | 1:12,50 | 36,25 |
| 3     | Nico Ihle         | Chemnitzer SG | 1:12,58 | 36,29 |
| 4     | Eric Rauschenbach | EC Erfurt     | 1:12,62 | 36,31 |
| 5     | Patrick Wirth     | Berliner TSC  | 1:13,46 | 36,73 |
| 6     | Ingo Bos          | Berliner TSC  | 1:13,67 | 36,83 |
| 7     | Veit Dubiel       | Berliner TSC  | 1:13,89 | 36,94 |
| 8     | Daniel Zschätzsch | OEC Frankfurt | 1:14,75 | 37,37 |
| 9     | Denny Ihle        | Chemnitzer SG | 1:15,73 | 37,86 |
| 10    | Sascha Wilhelm    | EC Erfurt     | 1:16,52 | 38,26 |

#### 2. Lauf 500 Meter
| Platz | Name              | Verein        | Zeit/Pkt. |
| ----- | ----------------- | ------------- | --------- |
| 1     | Samuel Schwarz    | SC Berlin     | 35,66     |
| 2     | Nico Ihle         | Chemnitzer SG | 36,35     |
| 3     | Eric Rauschenbach | EC Erfurt     | 36,54     |
| 4     | Frank Steiner     | EV Dresden    | 36,66     |
| 5     | Patrick Wirth     | Berliner TSC  | 36,89     |
| 6     | Ingo Bos          | Berliner TSC  | 37,15     |
| 7     | Denny Ihle        | Chemnitzer SG | 37,25     |
| 8     | Veit Dubiel       | Berliner TSC  | 37,32     |
| 9     | Stefan Heythausen | EC Grefrath   | 37,33     |
| 10    | Daniel Zschätzsch | OEC Frankfurt | 38,56     |

#### 2. Lauf 1000 Meter
| Platz | Name              | Verein        | Zeit    | Pkt.  |
| ----- | ----------------- | ------------- | ------- | ----- |
| 1     | Samuel Schwarz    | SC Berlin     | 1:10,52 | 35,26 |
| 2     | Frank Steiner     | EV Dresden    | 1:10,97 | 35,48 |
| 3     | Nico Ihle         | Chemnitzer SG | 1:12,00 | 36,00 |
| 4     | Eric Rauschenbach | EC Erfurt     | 1:12,46 | 36,23 |
| 5     | Patrick Wirth     | Berliner TSC  | 1:13,25 | 36,62 |
| 6     | Veit Dubiel       | Berliner TSC  | 1:13,50 | 36,75 |
| 7     | Ingo Bos          | Berliner TSC  | 1:13,58 | 36,79 |
| 8     | Daniel Zschätzsch | OEC Frankfurt | 1:14,33 | 37,16 |
| 9     | Denny Ihle        | Chemnitzer SG | 1:14,43 | 37,21 |
| 10    | Sascha Wilhelm    | EC Erfurt     | 1:15,30 | 37,65 |

## Gesamt
- Platz: Gibt die Reihenfolge der Athleten wieder. Diese wird durch die Anzahl der Goldmedaillen bestimmt. Bei gleicher Anzahl werden die Silbermedaillen verglichen, danach die Bronzemedaillen.
- Name: Nennt den Namen des Athleten.
- Verein: Nennt den Verein, für den der Athlet startete.
- Gold: Nennt die Anzahl der gewonnenen Goldmedaillen.
- Silber: Nennt die Anzahl der gewonnenen Silbermedaillen.
- Bronze: Nennt die Anzahl der gewonnenen Bronzemedaillen.
- Gesamt: Nennt die Anzahl aller gewonnenen Medaillen.

### Top Ten
- Die Top Ten zeigt die zehn erfolgreichsten Sportler (Frauen/Männer)

| Platz | Name                   | Verein            | Gold | Silber | Bronze | Gesamt |
| ----- | ---------------------- | ----------------- | ---- | ------ | ------ | ------ |
| 1.    | Claudia Pechstein      | EJ Berlin         | 2    | 1      | 0      | 3      |
| 1.    | Tobias Schneider       | Berliner SC       | 2    | 1      | 0      | 3      |
| 3.    | Samuel Schwarz         | SC Berlin         | 2    | 0      | 1      | 3      |
| 4.    | Daniela Anschütz-Thoms | EC Erfurt         | 2    | 0      | 0      | 2      |
| 5.    | Marco Weber            | EC Chemnitz       | 1    | 1      | 0      | 2      |
| 5.    | Stephanie Beckert      | EC Erfurt         | 1    | 1      | 0      | 2      |
| 7.    | Nico Ihle              | Chemnitzer SG     | 1    | 0      | 2      | 3      |
| 8.    | Denise Roth            | TSV Mylau         | 1    | 0      | 1      | 2      |
| 8.    | Moritz Geisreiter      | DEC Inzell        | 1    | 0      | 1      | 2      |
| 10.   | Anni Friesinger        | DEC Inzell        | 1    | 0      | 0      | 1      |
| 10.   | Jenny Wolf             | SC Berlin         | 1    | 0      | 0      | 1      |
| 10.   | Matthias Schwierz      | SC Charlottenburg | 1    | 0      | 0      | 1      |

### Vereinswertung
- Die Vereinswertung zeigt die erfolgreichsten Vereine (Frauen/Männer)

| Platz | Verein            | Gold | Silber | Bronze | Gesamt |
| ----- | ----------------- | ---- | ------ | ------ | ------ |
| 1.    | EC Erfurt         | 3    | 3      | 2      | 8      |
| 2.    | SC Berlin         | 3    | 1      | 1      | 5      |
| 3.    | EJ Berlin         | 2    | 4      | 3      | 9      |
| 4.    | DEC Inzell        | 2    | 1      | 1      | 4      |
| 5.    | Berliner SC       | 2    | 1      | 0      | 3      |
| 6.    | EC Chemnitz       | 1    | 2      | 1      | 4      |
| 7.    | Chemnitzer SG     | 1    | 1      | 2      | 4      |
| 8.    | SC Charlottenburg | 1    | 0      | 1      | 2      |
| 8.    | TSV Mylau         | 1    | 0      | 1      | 2      |
| 10.   | EV Dresden        | 0    | 3      | 0      | 3      |

### Frauen

#### Rangliste
- Die Rangliste zeigt die erfolgreichsten Sportlerinnen der deutschen Meisterschaften.

| Platz | Name                   | Verein       | Gold | Silber | Bronze | Gesamt |
| ----- | ---------------------- | ------------ | ---- | ------ | ------ | ------ |
| 1.    | Claudia Pechstein      | EJ Berlin    | 2    | 1      | 0      | 3      |
| 2.    | Daniela Anschütz-Thoms | EC Erfurt    | 2    | 0      | 0      | 2      |
| 3.    | Stephanie Beckert      | EC Erfurt    | 1    | 1      | 0      | 2      |
| 4.    | Denise Roth            | TSV Mylau    | 1    | 0      | 1      | 2      |
| 5.    | Anni Friesinger        | DEC Inzell   | 1    | 0      | 0      | 1      |
| 5.    | Jenny Wolf             | SC Berlin    | 1    | 0      | 0      | 1      |
| 7.    | Monique Angermüller    | EJ Berlin    | 0    | 1      | 2      | 3      |
| 8.    | Bente Kraus            | EJ Berlin    | 0    | 1      | 0      | 1      |
| 8.    | Isabell Ost            | SC Berlin    | 0    | 1      | 0      | 1      |
| 8.    | Jennifer Plate         | EJ Berlin    | 0    | 1      | 0      | 1      |
| 8.    | Pamela Zoellner        | EC Erfurt    | 0    | 1      | 0      | 1      |
| 12.   | Lucille Opitz          | Berliner TSC | 0    | 0      | 2      | 2      |
| 13.   | Charleen Marhold       | EJ Berlin    | 0    | 0      | 1      | 1      |
| 13.   | Justine Zeiske         | EC Erfurt    | 0    | 0      | 1      | 1      |

#### Vereinswertung
- Die Vereinswertung zeigt die erfolgreichsten Vereine (Frauen).

| Platz | Verein       | Gold | Silber | Bronze | Gesamt |
| ----- | ------------ | ---- | ------ | ------ | ------ |
| 1.    | EC Erfurt    | 3    | 2      | 1      | 6      |
| 2.    | EJ Berlin    | 2    | 4      | 3      | 9      |
| 3.    | SC Berlin    | 1    | 1      | 0      | 2      |
| 4.    | TSV Mylau    | 1    | 0      | 1      | 2      |
| 5.    | DEC Inzell   | 1    | 0      | 0      | 1      |
| 6.    | Berliner TSC | 0    | 0      | 2      | 2      |

### Männer

#### Rangliste
- Die Rangliste zeigt die erfolgreichsten Sportler der deutschen Meisterschaften.

| Platz | Name               | Verein            | Gold | Silber | Bronze | Gesamt |
| ----- | ------------------ | ----------------- | ---- | ------ | ------ | ------ |
| 1.    | Tobias Schneider   | Berliner SC       | 2    | 1      | 0      | 3      |
| 2.    | Samuel Schwarz     | SC Berlin         | 2    | 0      | 1      | 3      |
| 3.    | Marco Weber        | EC Chemnitz       | 1    | 1      | 0      | 2      |
| 4.    | Nico Ihle          | Chemnitzer SG     | 1    | 0      | 2      | 3      |
| 5.    | Moritz Geisreiter  | DEC Inzell        | 1    | 0      | 1      | 2      |
| 6.    | Matthias Schwierz  | SC Charlottenburg | 1    | 0      | 0      | 1      |
| 7.    | Frank Steiner      | EV Dresden        | 0    | 3      | 0      | 3      |
| 8.    | Alexej Baumgärtner | EC Chemnitz       | 0    | 1      | 1      | 2      |
| 9.    | Denny Ihle         | Chemnitzer SG     | 0    | 1      | 0      | 1      |
| 9.    | Heike Hartmann     | DEC Inzell        | 0    | 1      | 0      | 1      |
| 9.    | Robert Lehmann     | EC Erfurt         | 0    | 1      | 0      | 1      |
| 12.   | Ingo Bos           | Berliner TSC      | 0    | 0      | 1      | 1      |
| 12.   | Jörg Dallmann      | EC Erfurt         | 0    | 0      | 1      | 1      |
| 12.   | Victor Wilking     | SC Charlottenburg | 0    | 0      | 1      | 1      |

#### Vereinswertung
- Die Vereinswertung zeigt die erfolgreichsten Vereine (Männer).

| Platz | Verein            | Gold | Silber | Bronze | Gesamt |
| ----- | ----------------- | ---- | ------ | ------ | ------ |
| 1.    | Berliner SC       | 2    | 1      | 0      | 3      |
| 2.    | SC Berlin         | 2    | 0      | 1      | 3      |
| 3.    | EC Chemnitz       | 1    | 2      | 1      | 4      |
| 4.    | Chemnitzer SG     | 1    | 1      | 2      | 4      |
| 5.    | DEC Inzell        | 1    | 1      | 1      | 3      |
| 6.    | SC Charlottenburg | 1    | 0      | 1      | 2      |
| 7.    | EV Dresden        | 0    | 3      | 0      | 3      |
| 8.    | EC Erfurt         | 0    | 1      | 1      | 2      |
| 9.    | Berliner TSC      | 0    | 0      | 1      | 1      |